# Harry Kaltio
Harry Kaltio (né le 13 janvier 1926 à Tampere en Finlande) est un joueur finlandais de hockey sur glace.

## Carrière en club
En 1942, il commence sa carrière avec le TBK dans la SM-sarja.

## Statistiques
Pour les significations des abréviations, voir statistiques du hockey sur glace.
| Saison    | Équipe | Ligue    |    | Saison régulière | Saison régulière | Saison régulière | Saison régulière | Saison régulière |   | Séries éliminatoires | Séries éliminatoires | Séries éliminatoires | Séries éliminatoires | Séries éliminatoires |
| Saison    | Équipe | Ligue    | PJ | B                | A                | Pts              | Pun              | PJ               | B | A                    | Pts                  | Pun                  |                      |                      |
| 1942-1943 | TBK    | SM-sarja | 7  | 0                | 0                | 0                | 0                | -                | - | -                    | -                    | -                    |                      |                      |
| 1944-1945 | TBK    | SM-sarja | 8  | 0                | 0                | 0                | 0                | -                | - | -                    | -                    | -                    |                      |                      |
| 1945-1946 | TBK    | SM-sarja | 6  | 0                | 0                | 0                | 0                | -                | - | -                    | -                    | -                    |                      |                      |